# コンパヤック・ポープラムック
コンパヤック・ポープラムック（Kompayak Porpramook、1982年6月18日 - ）は、タイのプロボクサー。ブリーラム県出身。元WBC世界ライトフライ級王者。元WBA世界フライ級暫定王者。世界2階級制覇王者。

## 来歴
2011年12月23日、タイ、バンコクの国王警護隊第11駐屯地内特設会場にて、ポンサクレック・ウォンジョンカムの前座で登場。WBC世界ライトフライ級王者アドリアン・エルナンデスと対戦し、大方エルナンデスが有利でコンパヤックは上記のフセインとしかトップ選手との対戦がなく経験不足を危惧する声が多かったにもかかわらず、最後は左右ワンツーストレートでダウンを奪ってカウントアウト。10回2分31秒KO勝ちで打ち合いを制し世界王座を獲得した。
2012年10月6日、メキシコのメヒコ州・トルーカにあるセントロ・デ・コンベンシオネスにて前王者アドリアン・エルナンデスとのリマッチを行うも、序盤は打ち合って互角のペースだったが3回にワンツーで崩され右ボディアッパーでダウンを奪われた。6回には高地での影響か体力が消耗しゴングと同時にエルナンデスがアッパーで攻勢を仕掛けられ最後はボディに4発入って右フックで腰から崩れるようにダウン。起き上がるもふらつきレフェリーがストップ。6回23秒TKO負けで王座から陥落した。
2013年4月26日、タイ、コーンケン県の中央公会堂で元WBA世界フライ級暫定王者ジャン・ピエロ・ペレスとWBA世界フライ級暫定王座決定戦を行い、序盤から打ち合ってペースを掌握。最後はタフなペレスを連打でまとめてストップに追い込み6回1分48秒TKO勝ちを収め王座獲得に成功、2階級制覇を果たした。
2013年8月1日、タイのバンコクでWBA世界フライ級7位江藤光喜（日本=白井・具志堅）とWBA世界フライ級暫定王座の初防衛戦を行い、最終12回ダウンを奪われるなどで0-3（113-114、113-114、111-116）の判定負けを喫し初防衛に失敗、王座から陥落した。

## 獲得タイトル
- タイミニマム級王座
- PABAライトフライ級暫定王座
- ABCOライトフライ級王座
- WBC世界ライトフライ級王座（防衛1度）
- WBA世界フライ級暫定王座（防衛0度）

## 受賞歴
- ABCO表彰式
  - 2011年度年間最優秀選手賞